# Sveriges Radio
Sveriges Radio, förkortat SR är ett svenskt massmedieföretag som har till uppgift att bedriva radioverksamhet i allmänhetens tjänst, även kallat "public service". Företaget ägs av Förvaltningsstiftelsen för SR, SVT och UR och finansieras genom public service-avgiften, som tas in via skattsedeln. Ledamöterna i SR:s styrelse utses av styrelsen för Förvaltningsstiftelsen, som är tillsatt av Sveriges regering.
Verksamheten ska bedrivas självständigt i förhållande till såväl staten som olika ekonomiska, politiska och andra intressen. SR sänder reklamfri radio i fyra rikstäckande och 25 lokala radiokanaler i FM-nätet, digitalradio i DAB-nätet över storstadsområdena och Norrbotten samt internetradio genom appen Sveriges Radio Play.
Fram till 1979 var Sveriges Radio namnet på det företag som förutom radio också sände television. 1979 delades bolaget upp i fyra programbolag: Sveriges Television, Sveriges Utbildningsradio, Sveriges Lokalradio och Sveriges Riksradio. Det samlade moderbolaget för de fyra fick då namnet Sveriges Radio. SVT och UR existerar fortfarande, medan Lokalradion och Riksradion 1993 slogs ihop, och heter sedan dess Sveriges Radio. Lyssnarantalet för Sveriges Radios samtliga kanaler och digitala innehåll uppsteg i  7,4 miljoner lyssnare på en genomsnittlig vecka under 2024.

## Historik

### Mellankrigstiden och AB Radiotjänst

Sveriges Radio flagga

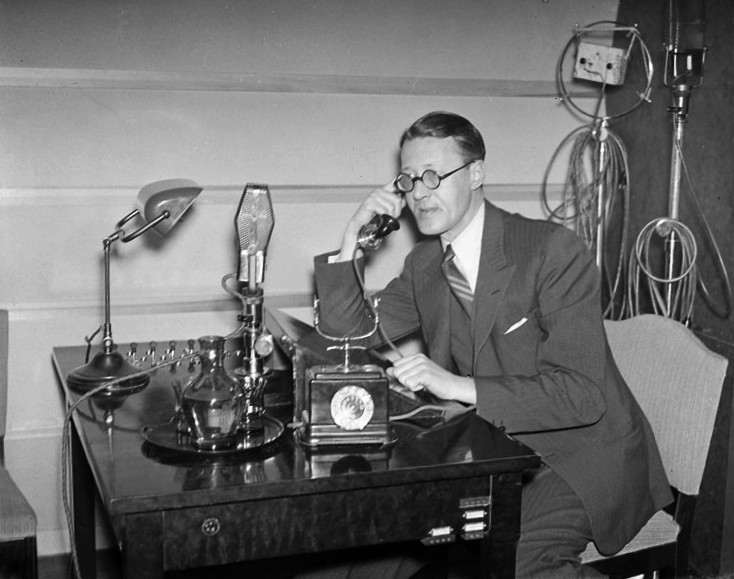
Sven Jerring den 8 april 1937 i studion Kungsgatan 8, Stockholm.

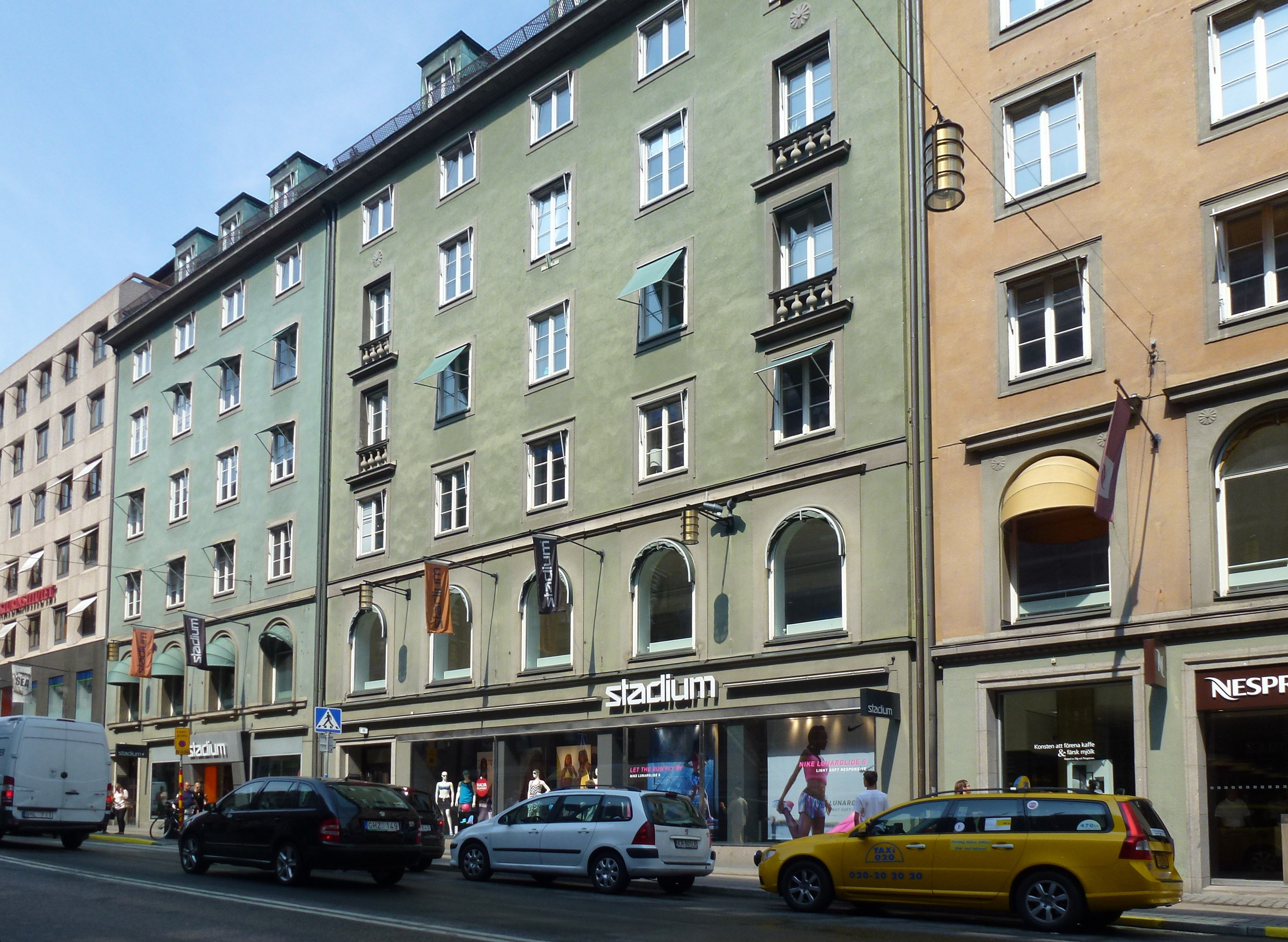
Kungsgatan 8 (i mitten), juli 2014.

AB Radiotjänst (sedermera SR) bildades 21 mars 1924. Företaget, som ägdes av den svenska pressen, nyhetsbyrån TT och intressenter inom radioindustrin, fick då statens tillstånd att bedriva rundradioverksamhet i Sverige. Klockan 10.55 den 1 januari 1925 påannonserades Radiotjänsts första program av Sven Jerring. Det var en högmässa från Sankt Jacobs kyrka i Stockholm som kunde höras i cirka 40 000 mottagare. Man sände först bara i en kanal under några timmar varje kväll. 1926 utökades sändningarna med en halvtimmes sändning mitt på dagen för att 1933 uppgå till ungefär åtta timmar dagligen.
Radiotjänsts första hallåman Sven Jerring fortsatte att arbeta för Radiotjänst med bland annat radioprogrammet Barnens brevlåda som han startade hösten 1925. I programmet gick han under beteckningen "Farbror Sven", och programmet sändes fram till 1972.
Den första radiolicensen tecknades av ingenjören Gösta Fant den 9 mars 1923. 14 år senare (den 8 april 1937) passerades en miljon radiolicenser, när skräddaren L J Hådén från Fridhem i Hudiksvall tecknade sin. Han tilldelades en minnespokal av silver, till ett värde av 600 kronor. 
1927 bildades Radioorkestern under ledning av Nils Grevillius.
1928 började de första skolradioprogrammen. Samma år gjordes den första lyssnarundersökningen, och över 150 000 personer deltog i undersökningen. 1928 flyttade även Radiotjänst in i sina nya lokaler på Kungsgatan 8, Stockholm, i radiosammanhang kallad K8. Företaget disponerade under cirka 30 år de tre översta våningarna. En våning var kontorslokaler, en användes för studiolokaler och på vinden fanns teknikavdelningen.
Den 1 oktober 1937 startade Dagens eko som ett kommenterande nyhetsprogram, men TT höll fortfarande i de korta telegramsändningarna. Ända fram till detta året hade bara män läst alla nyheter i radion. Året därpå, 1938 läste en kvinna (Astrid Kindstrand) för första gången en nyhet i radion. Det blev folkstorm. Radiotjänst växel blev blockerad på grund av alla som ringde och protesterade mot att en kvinna tillåtits läsa nyheter.
Den 1 juli 1938 startade speciella kortvågssändningar på svenska till en publik utomlands. Dessa var inledningsvis mycket begränsade, men ökade i omfattning och fick senare sällskap av program på flera andra språk. Från mitten av 1950-talet förekom även sändningar riktade till utlandet på mellanvåg. Kort- och mellanvågssändningarna avvecklades år 2010. Verksamheterna på vissa utländska språk har därefter fortsatt i olika former, bland annat på internet och appen Sveriges Radio Play.

### Beredskapstiden
Under andra världskriget hade radion en viktig roll i rapporteringen och krigsberedskapen. Än idag har Sveriges Radio som beredskapsansvar att alltid kunna bryta pågående program för att sända ut viktigt meddelande till allmänheten; det kan då gälla större olycka, exempelvis med utsläpp av giftiga gaser där allmänheten ges olika uppmaningar.

### Efterkrigstiden

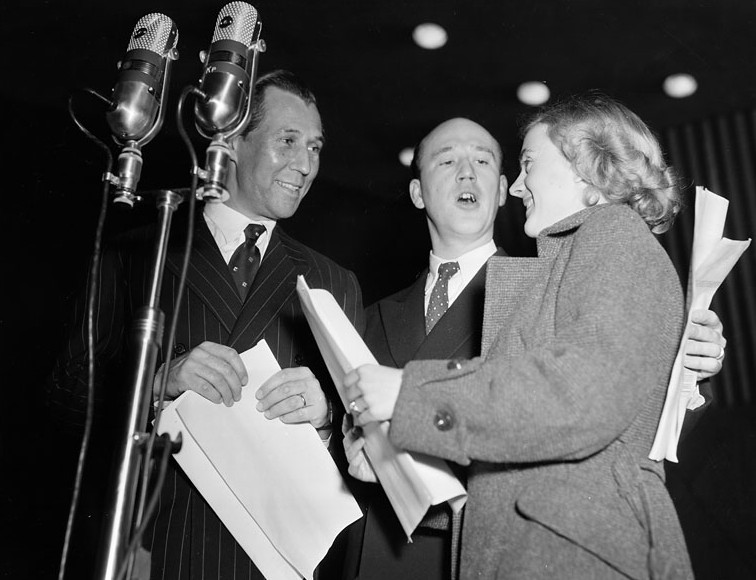
Inspelning av radioprogrammet "Karusellen" i Karlaplansstudion den 20 januari 1951 med, från vänster Georg Rydeberg, Lennart Hyland och Maj Nordvander.

1945 hade Radiotjänsts gosskör kommit igång under ledning av Åke Åhlén. Åtskilliga är de manliga musiker och sångare som tagit sina första steg på artistkarriären där; Olle Adolphson, Jerry Williams, Claes af Geijerstam, Jan Boquist, Sven-Erik Alexandersson, Anders Linder. Andra namn är Bengt af Klintberg, Magnus Härenstam, Sverre Sjölander, Sven Hessle med flera. Åhlén drev ett mycket aktivt nordiskt samarbete, med motsvarande gosskörer vid dansk och norsk radio.
Radiokören bildades 1925 och Eric Ericson var dess dirigent åren 1952–1985. Radions Ungdomskör bildades i tidigt 1960-tal under Karl-Gustaf Gunneflos ledning men fick snart Anders Öhrwall som dirigent. Radions skolorkester leddes av Sven-Erik Bäck under 1950- och 1960-talet.
1955 fick Sverige sin andra nationella radiokanal genom starten av P2. 1956 började Radiotjänst även sända ett televisionsprogram. 1957 förändrades ägarbilden och i samband med bolagsstämman den 23 oktober ändrades namnet till Sveriges Radio. I början av 1960-talet började piratradiosändarna hota monopolet. Som svar startade därför Melodiradion med lättsammare musik. 1962 började också den tredje kanalen, P3, försöksverksamhet som blev reguljär 1964. Den 12 december 1966 gjorde SR en profilering av kanalerna. P1 blev den talande informationskanalen, P2 sände regionala program, skolradio samt program med klassisk musik och P3 blev inriktad på populärmusik. Efter att ha inlett försökssändningar 1973, startades reguljär lokalradio i 24 lokalradiostationer 1977 på vardagar i tre "fönster" i P3-kanalen. SR:s 24 lokala stationer baserades i huvudsak på den svenska länsindelningen. Samma år öppnades demokratiprojektet Bandverkstan, där vem som helst kunde göra egna radioprogram. Projektet lades dock ned 1986 av okänd anledning. Samma år, 1977, införde SR också stereosändningar i riksprogrammen.
1979 genomförde Sveriges Radio en omorganisation där företaget delades upp i fyra dotterbolag: Sveriges Riksradio (RR), Sveriges Lokalradio (LRAB), Sveriges Utbildningsradio (UR) och Sveriges Television (SVT). Efter mordet på Olof Palme 1986 infördes nyhetssändningar dygnet runt. 1987 startade den fjärde radiokanalen, P4, som blev lokalradions egen kanal. Emellertid hade de lokala stationerna bara resurser att sända klockan 06:00–18:00 vardagar. Övrig tid återutsändes P1, P2 och P3. 1993 slogs LRAB och RR ihop till Sveriges Radio. Samtidigt profilerades P3 som en kanal för den yngre halvan (upp till 37 år) av befolkningen, medan P4 riktade sig till den äldre, och samtidigt infördes nationella program i P4. P4:s koncept blev tal-populärmusik.[källa behövs]

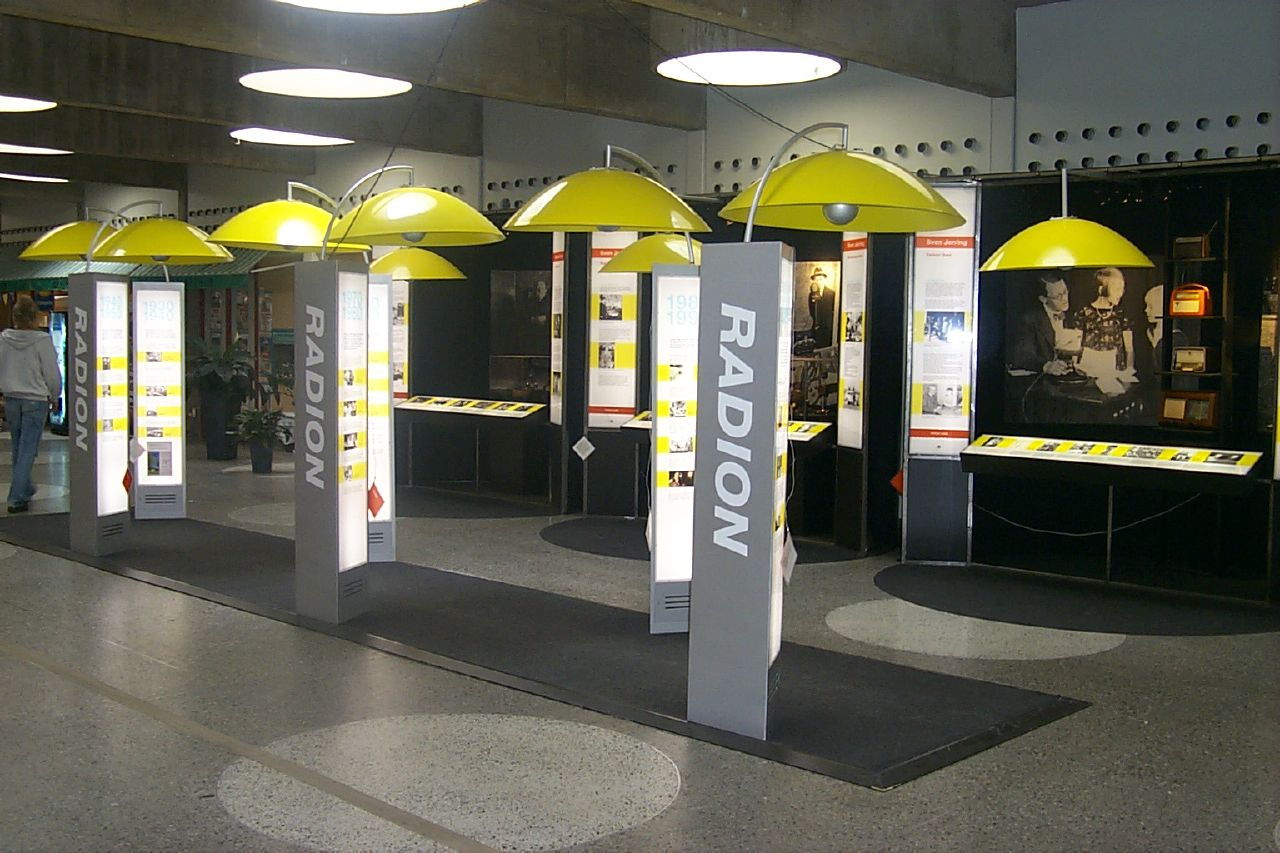
Radioutställning i Hangaren (Radiohuset).

Den 31 december 1995 sände TT nyheter i Sveriges Radio för sista gången. Därefter producerar SR alla egna nyhetssändningar, dels av Ekot och dels av de lokala kanalernas nyhetsredaktioner. I september 1995 startade digitala sändningar i DAB-format. I juni 1996 startade företaget sändningar över Internet i Real Audio-format, senare även i Windows Media-format. Den 13 maj 2005 startade sändningar i MP3-format (så kallade poddradio) över Internet efter att SR i flera år sagt sig inte vilja sända i fler format på grund av resursbrist. Sedan 25 oktober 2005 sänder P4-kanalerna dessutom via internet vilket innebär att samtliga SR-kanaler direktsänds från www.sr.se och totalt kan nu (2022) 38 olika kanaler från SR höras via internet. Den 16 januari 2006 startade SR Sápmi, en ny samisk radiokanal på Internet. Således har också samerna i Sverige en egen radiokanal som sänder dygnet runt.
SR arbetar även med tillfälliga digitala kanaler, så kallade evenemangskanaler som sänds under en begränsad tid över internet. Till exempel startades den 13 december 2007 två kanaler, SR Bjällerklang och SR Klassisk Jul som sände julmusik dygnet runt fram till den 7 januari 2008. Kanalerna återkom i samband med jul- och nyårshelgen 2008/2009. År 2010 övergav Sveriges Radio förkortningen SR i alla officiella sammanhang, den används alltså inte längre, med undantag för kanalerna SR Sápmi, SR Sisuradio och SR C.

## Verksamhet, produktion och innehåll
Sveriges Radios innehåll styrs av sändningstillståndet som Sveriges regering beviljar.
| ”                             | Sveriges Radio AB (SR) har till uppgift att bedriva ljudradioverksamhet i allmänhetens tjänst. Verksamheten ska präglas av oberoende och stark integritet och bedrivas självständigt i förhållande till staten som olika ekonomiska politiska och andra intressen och maktsfärer i samhället. Det är särskilt viktigt att SR slår vakt om programområden som är betydelsefulla för allmänintresset. | „ |
| – Ur SR:s sändningstillstånd. | |   |

Utöver att producera nyheter och program utgör verksamheten även en plattform för kommentarer, analyser, krönikor, recensioner, debattinlägg och essäer. I juni 2017 meddelande företaget att skillnaden mellan åsikter och nyheter skulle bli tydligare för läsare på nätet.

### Extern produktion av program
2005 beslutade Sveriges Radios styrelse att, genom att minska personalen, frigöra medel för externa produktioner. Bland annat beslutades att 70 % av underhållningsprogrammen, 40 % av kulturprogrammen, 30 % av aktualitets- och samhällsprogrammen, 25 % av sporten samt 5 % av nyhetsproduktionen skulle produceras externt. Några av de externa produktionsbolagen är Prata, Filt, Umami, Tredje Statsmakten, A-One, Massa Media, Munck, SMT medieproduktion, Wegraeus, Lokatt Media, Rundfunk Media, Klippan, Ljudbang, Tomas Tengby produktion, Ogjort och Moskit.
Inköpen av externa produktioner och samproduktioner motiveras av SR:s sändningstillstånd som stipulerar att de ska "verka för mångfald inom programverksamheten". Beslut om inköp fattas dels centralt av de utbudsansvariga inom programverksamheten, dels på redaktionsnivå.
2013 köpte Sveriges Radio cirka 80 programserier och totalt 1 700 program. De större produktionerna köps från ett tiotal större bolag och enstaka program eller inslag kan köpas från cirka 2 500 firmor per år. Sveriges Radio går ut två gånger per år, oftast i augusti och november, för att efterfråga program och får 500−600 förslag per år. Utgifterna för de externa bolagen motsvarade ungefär 12 % av hela Sveriges Radios programbudget. Sveriges Radio är inte öppna med vad de betalar för produktionerna.

### Skivbolag
Sveriges Radio äger skivbolaget SR Records.[källa behövs]

### Bokutgivning
Sveriges Radio har givit ut böcker.

### Språkvård
Sveriges Radios språkrådgivare ger råd i alla frågor som rör språket. De tillhandahåller även tjänsten till Sveriges Television och Sveriges Utbildningsradio.

#### Språkdatabasen Dixi
Sveriges Radios alla medarbetare har tillgång till språkdatabasen Dixi. I den kan användarna höra hur ord och namn ska uttalas. Policyn säger att ett personnamn ska uttalas som bäraren av namnet själv uttalar det.

#### Sveriges Radios språkpris
Se huvudartikel: Sveriges Radios språkpris
Årligen sedan 1987 delar Sveriges Radio ut "Sveriges Radios språkpris" på 20 000 kronor per kategori i två kategorier. Enligt stadgarna ska priset stadgarna "främja det talade språkets utveckling och stimulera intresset för språkbehandlingen i radio".
Ett pris delas ut till medarbetare som gör riksprogram och ett till medarbetare som gör lokala program. Bland de som mottagit priset är Lasse Granqvist, Cecilia Uddén, Ginna Lindberg, Ingvar Storm, Marie Lundström, Annika Lantz och Staffan Dopping.

### Radiokanaler och internetsändningar

#### Nationella kanaler
- P1 (FM, DAB, webb och mobil)
- P2 (FM, DAB, webb och mobil)
- P3 (FM, DAB, webb och mobil)
- P4 (FM, DAB, webb och mobil)

#### Lokala kanaler
I P4 sänds under delar av dygnet lokala radioprogram. Malmö har två lokala kanaler. Stockholms andra lokala kanal P5 STHLM (tidigare SR Metropol) upphörde i november 2018. Alla dessa kanaler sänds även över webben:
- P4 Blekinge
- P4 Dalarna
- P4 Gotland
- P4 Gävleborg
- P4 Göteborg
- P4 Halland
- P4 Jämtland
- P4 Jönköping
- P4 Kalmar
- P4 Kristianstad
- P4 Kronoberg
- SR P5 STHLM (Nedlagd 20 november 2018)
- P4 Malmöhus
- P4 Norrbotten
- P4 Sjuhärad
- P4 Skaraborg
- P4 Stockholm
- P4 Sörmland
- P4 Uppland
- P4 Värmland
- P4 Väst
- P4 Västerbotten
- P4 Västernorrland
- P4 Västmanland
- P4 Örebro
- P4 Östergötland

#### Övriga kanaler
- P3 Din Gata (Webb, FM i Malmö och Lund och DAB)
- Sameradion (Webb och DAB)
- Sveriges Radio Finska (FM, DAB och Webb)
- Radioapans Knattekanal (Webb och DAB)
- P4 Plus (Webb och DAB)
- P6 (Webb och FM i Stockholmsområdet)

#### Tidigare kanaler
- Alltid Nyheter (DAB, Webb)
- SR Atlas (DAB och Webb)
- SR Bubbel (Webb)
- SR c (Webb)
- SR Minnen (DAB och Webb)
- SR Sverige (DAB och Webb)
- SR X (Webb)
- P2 Musik (FM, Webb och DAB)
- P3 Rockster (Webb)
- P3 Street (Webb)
- P3 Svea (Webb)
- P5 STHLM (FM, DAB och webb)
- P3 Star (Webb, DAB och P3 Radio app)
- P2 Språk och Musik (Webb och DAB)
- P2 Världen (Webb och DAB
- P2 Klassiskt

#### Internetsändningar
Alla Sveriges Radios kanaler sänds över internet på sverigesradio.se, där även alla program finns tillgängliga att lyssna på i efterhand i minst 30 dagar (med musiken inkluderad).

### SR Media Development Office
Sedan 1993 bedriver Sveriges Radio verksamheten SR Media Development Office (SR MDO) som beskrivs "stödja fri och oberoende media med passion för public service media". SR MDO är en oberoende avdelning inom Sveriges Radio vars syfte är att stärka yttrandefrihet och demokrati i världen.
(SR MDO) Finansieringen kommer vanligen från den svenska biståndsmyndigheten Sida eller myndigheten Svenska Institutet.

## Organisation

### Ägare
När AB Radiotjänst bildades den 1 januari 1925 ägdes företaget av svenska tidningsföretagen och radioindustrin (tillverkare och försäljare). Ett exempel på de nära relationerna till pressen är att TT och Radiotjänst delade verkställande direktör under de första åren. Ägarförhållandena har därefter skiftat, och även om företaget, genom medeltilldelningen, avtal och andra överenskommelser, alltid har haft nära relationer med staten, har företaget aldrig varit direkt statsägt.
Sedan 1997 ägs de tre programbolagen Sveriges Radio AB, Sveriges Television AB och Sveriges Utbildningsradio AB av Förvaltningsstiftelsen för SR, SVT och UR. Stiftelsens ledamöter utses av regeringen. Stiftelsen utser fem ledamöter och en suppleant i varje bolags styrelse, medan regeringen utser ordförande och en suppleant.

### Arbetsgivarorganisation
Sveriges Radio var medlemmar i Svenska arbetsgivareföreningen (SAF) fram till den 1 januari 1983 då man istället gick med i Tidningarnas arbetsgivareförening. Senare bildade Sveriges Radio tillsammans med andra public service-företag som SVT och Utbildningsradion (UR) en egen arbetsgivarorganisation, Sveriges Radios Arbetsgivarorganisation (SRAO).
Den 1 juli 2009 skedde en omorganisation av arbetsgivarorganisationerna på svensk mediemarknad. Vid denna tidpunkt slogs SRAO och arbetsgivardelen av den fristående medieorganisationen Tidningsutgivarna samman med Mediearbetsgivarna (MIA), som ingick i Almega och Svenskt Näringsliv. Det nya förbundet Medieföretagen blev ett nytt förbund inom Almega/Svenskt Näringsliv. Det förhållandet att flera public-serviceföretag blev medlemmar i en opinionsbildande organisation som Svenskt Näringsliv väckte ingen större debatt. Ett undantag var ett inslag i P1-programmet Publicerat 6 juni 2009.

## Finansiering
Sveriges Radio, liksom de andra allmännyttiga mediebolagen Sveriges Television och Utbildningsradion, ägs av Förvaltningsstiftelsen för SR, SVT och UR. De finansieras av en public service-avgift, som ersatte den tidigare radio- och TV-avgiften 1 januari 2019.  Avgiften är 1 % av den beskattningsbara inkomsten, upp till ett tak på 1 329 kr (2021). 

### Tidigare finansiering
Ursprungligen finansierades Radiotjänst/Sveriges Radio genom en radiolicens. Den omvandlades till en tv-avgift, vars storlek beslutades av riksdagen. Den var inte kopplad till huruvida man tittade på SVT:s program eller inte utan till om man ägde en tv-mottagare. Radioapparater var dock avgiftsbefriade.
År 2009 var tv-avgiften i Sverige 2 076 kronor om året eller 173 kronor i månaden. De statliga mediebolagen hade tillsammans en årlig budget på ungefär 7,1 miljarder kronor. Det motsvarade 18,6 miljoner kr per dygn, varje dag året runt. Det var runt 20 % mer per invånare än de resurser som motsvarande verksamhet i Frankrike eller Storbritannien hade till sitt förfogande.[källa behövs] Summan som utbetalas från tv-avgiftsmedlen räknades tidigare upp med ett konsumentprisindex men var sedan början av 2000-talet fastställd till en ökning på 2 % per år mot tidigare 3−4 %.
Erhållna avgiftsmedel för Sveriges Radio var (2017) 2,9 miljarder kronor.

## Ledning

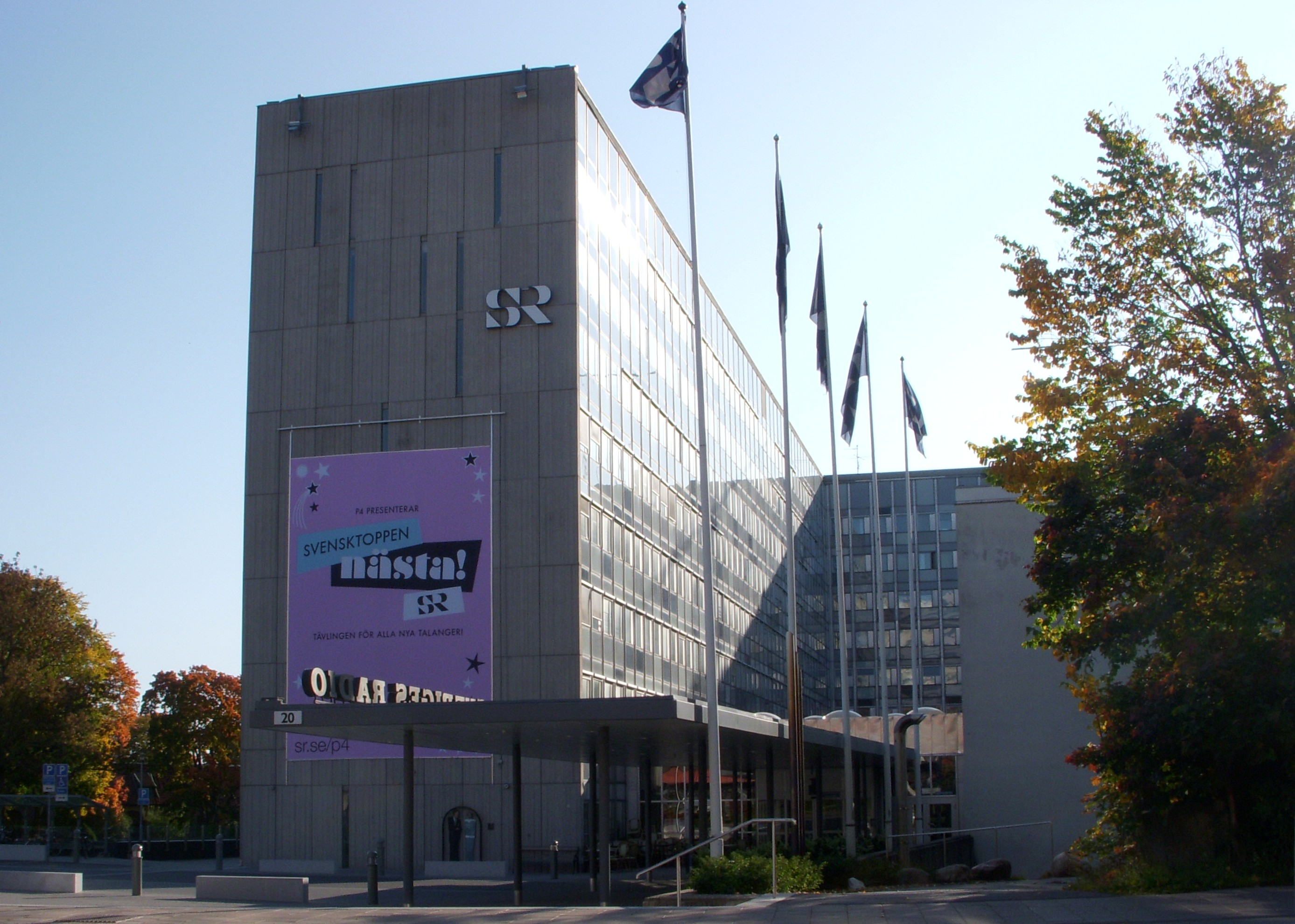
Sveriges Radio från Oxenstiernsgatan med en vepa för Svensktoppen nästa. Varje år görs det sex vepor till en total kostnad av 120 000 kronor.

Sveriges Radios styrelseordförande utses av regeringen, medan övriga ledamöter tillsätts av bolagsstämman eller av de fackliga organisationerna Unionen och Svenska Journalistförbundet. Styrelsen utser bolagets verkställande direktör. Ledningen ska se till att företaget följer grundläggande principer för en radio i allmänhetens tjänst, till exempel oberoende, integritet, mångfald, kvalitet och tillgänglighet för alla medborgare. Statens villkor för finansieringen specificeras i det så kallade sändningstillståndet  (omfattar för närvarande 2009–2013).
Ledningen i SR har bestått av en del kända personligheter.
Vd för Radiotjänst och gamla Sveriges Radio:
- Gustaf Reuterswärd (1925–1935)
- Carl Anders Dymling (1936–1942)
- Yngve Hugo (1942–1950)
- Elof Ehnmark (1950–1955, enbart programdirektör, ej vd)
- Olof Rydbeck (1955–1970)
- Otto Nordenskiöld (1970–1978)
- Örjan Wallqvist (1978–1993)
- Tomas Roxström (1993)

Programdirektör för ljudradion inom Radiotjänst/Sveriges Radio:
- Nils-Olof Franzén (1955–1973)[43]
- Karl-Erik Lundevall (1973–)

Vd för Riksradion:
- Britt-Marie Bystedt (1978–1984)
- Ove Joanson (1984–1990)
- Arvid Lagercrantz (1990–1992)

Vd för Lokalradion:
- Nils-Petter Lindskog (–1983)
- Lena Wennberg (1983–1987)
- Jan Engdahl (1987–1993)

Vd för nuvarande Sveriges Radio (sammanslagning av Riksradion och Lokalradion)
- Ove Joanson (1992–1996)
- Lisa Söderberg (1996–2003)
- Peter Örn (2004–2007)
- Kerstin Brunnberg (2007–2009)
- Mats Svegfors (2009–2012)
- Cilla Benkö (2012–)

Sveriges Radios ledningsfunktioner har under 2000-talet kännetecknats av en viss turbulens. 2003 rekryterade styrelsen Joachim Berner till ny verkställande direktör efter Lisa Söderberg. Efter facklig kritik mot Berners person, drog styrelsen tillbaka utnämningen, men tvingades att betala lön till Berner i två år. Turbulensen ledde till att regeringen avsatte styrelseordföranden Marika Ehrenkrona och att större delen av styrelsen avgick.
Den före detta vd:n för SR, Ove Joanson utsågs istället till styrelseordförande av regeringen. Han rekryterade i sin tur Peter Örn till vd-posten. Målet var bland annat att genomföra kraftiga besparingar eftersom kostnaderna ökade mer än anslagen från staten. I maj 2007 avskedades i praktiken Peter Örn av styrelsens ordförande Ove Joanson.[källa behövs] Till ny vd utsågs den före detta programdirektören, Kerstin Brunnberg. Hennes första åtgärd var att låta tre av de högsta cheferna i Örns ledningsgrupp gå.[källa behövs] I december 2008 utsågs landshövdingen i Västmanland Mats Svegfors till Kerstin Brunnbergs efterträdare som verkställande direktör för SR. Han tillträdde den 1 februari 2009. Samtidigt tillträdde Cilla Benkö, som har haft en rad olika chefsposter inom SR och SVT, som vice verkställande direktör. Sedan 1 oktober 2012 är Cilla Benkö verkställande direktör.

## Relation till andra medieaktörer
Sveriges Radio marknadsför ibland Sveriges Televisions tv-program.
Privata aktörer har uttryckt svårigheter att bedriva sin verksamhet i konkurrens från Sveriges Radio. Det har bland annat handlat om musikstationer som ifrågasatte varför Sveriges Radio använder sina licensmedel till att spela de största hitsen i kanalen P3.

## Prisutdelningar och stipendier
Sveriges Radio delar årligen ut ett flertal priser och stipendier:
- Barnradions bokpris (25 000 - 30 000 kr)
- Nils Horner-priset (25 000 kr)
- Sveriges Radios lyrikpris (30 000 kr)
- Sveriges Radios novellpris (25 000 kr)
- Sveriges Radios romanpris (30 000 kr)
- Sveriges Radios språkpris (totalt 60 000 kr)
- Jarl Alfredius-stipendiet (2010-2012) (totalt 60 000 kr) instiftat med Sveriges Television[47][48]

## Fotnoter